# John S. Gray
Pour les articles homonymes, voir Gray.
John Simpson Gray (né 5 octobre 1841 à Édimbourg et mort le 6 juillet 1906 à Détroit) est un homme d'affaires, confiseur et un banquier écossais installé aux États-Unis.
Il est notamment connu comme l'un des premiers investisseurs et le premier directeur général de la Ford Motor Company.